# James Hamilton (5e duc de Hamilton)
Pour les articles homonymes, voir James Hamilton et Hamilton.
James Hamilton (5 janvier 1703 - 2 mars 1743) est un pair écossais, titré 5e duc de Hamilton.

## Biographie
Il est le fils de James Hamilton (4e duc de Hamilton) et fréquente le Winchester College de 1716 à 1717 et est inscrit à Christ Church, Oxford le 2 mai 1718 où il est créé DCL le 6 juin 1719 . Il succède à son père comme duc de Hamilton en 1712. À la fondation du Foundling Hospital de Londres, Hamilton est l'un des premiers gouverneurs et son nom figure sur la Charte royale de l'organisation, octroyée en octobre 1739.
Le 14 février 1723, il épouse Anne Cochrane, fille du 4e comte de Dundonald, et ils ont un enfant, James (1724-1758), futur 6e duc de Hamilton. Un mois plus tard, Anne meurt des suites de son accouchement. Hamilton épouse Elizabeth Strangways. Elle meurt sans enfant le 3 novembre 1729. Il épouse ensuite Anne Spencer le 21 août 1737 et ils ont trois enfants:
- Lady Anne Hamilton (1738 - 11 novembre 1780)
- Archibald Hamilton (9e duc de Hamilton) (15 juillet 1740 - 16 février 1819)
- Lord Spencer Hamilton (1742 - 20 mars 1791)

De 1724 à 1743, il est capitaine de la Royal Company of Archers.
Hamilton est décédé en 1743, à l'âge de 40 ans à Bath des suites d'un ictère et d'une paralysie. Sa veuve se remarie à Richard Savage Nassau et a trois autres enfants.